# Диас Лопес, Виктор
Виктор Мануэль Диас Лопес (исп. Víctor Manuel Díaz López; 10 ноября 1919, Овалье — 1976, точная дата неизвестна, Сантьяго) — чилийский коммунистический политик и профсоюзный деятель, заместитель генерального секретаря ЦК КПЧ, член правления КУТ. В первые годы военного режима руководил подпольными структурами КПЧ. В 1976 схвачен агентами ДИНА в ходе спецоперации, подвергнут пыткам и убит. После восстановления демократии виновные привлечены к ответственности и осуждены за убийство.

## Коммунистический активист
Родился в малоимущей рабочей семье, четвёртый из пяти детей. Вскоре после его рождения семья перебралась из Овалье в Токопилью. Отец был шахтёром, мать прачкой. С третьего класса ушёл из начальной школы, зарабатывал, помогая матери разносить бельё, потом продавал газеты на улицах. С восемнадцати лет работал шахтёром на медном руднике. В 1940 вступил в Коммунистическую партию Чили (КПЧ).
В 1948, в период антикоммунистических репрессий правительства Габриэля Гонсалеса Виделы, Виктор Диас Лопес был арестован и заключён в лагерь Писагуа. Сумел бежать сам, помогал Пабло Неруде нелегально пересечь границу и уйти в Аргентину. Пробрался в Сантьяго, освоил профессию художника-графика. Работал в типографии, печатал и распространял газету КПЧ El Siglo. Причислялся к среднему звену активистов КПЧ, создававших кадровый костяк партии и осуществлявших связь с массами. Был известен твёрдостью убеждений и ориентацией на социальные интересы рабочего класса.
Виктор Лопес Диас поддерживал левый блок Народное единство (UP) и правительство Сальвадора Альенде. С 1971 являлся заместителем генерального секретаря ЦК КПЧ Луиса Корвалана. В 1973 был избран в руководящий орган Единого профцентра трудящихся Чили (КУТ). Был известен под партийным прозвищем El Chino.

## Захват и смерть
11 сентября 1973 правительство UP было свергнуто крайне правым военным переворотом. К власти пришла Правительственная хунта во главе с генералом Аугусто Пиночетом. КПЧ и другие партии UP, все левые силы подверглись жёстким репрессиям. Был арестован Луис Корвалан. Виктор Диас Лопес взял на себя руководство подпольными структурами КПЧ. Скрывался с документами на имя Хосе Сантос Гарридо.
В тайной полиции ДИНА была сформирована специальная Бригада Lautaro — личная охрана директора Мануэля Контрераса, заточенная на преследования КПЧ. Во главе этого подразделения стоял майор Хуан Моралес Сальгадо. Непосредственно для физического уничтожения коммунистов создана спецгруппа Delfín под командованием капитана Хермана Барриги. Была поставлена задача ликвидировать коммунистические подполье до июня 1976 — в Сантьяго предстояла VI сессия ОАГ.
«Бригада Lautaro» провела спецоперацию, получившую название «Дело улицы Конференция» — установление конспиративных квартир и захват руководителей нелегальной КПЧ. В ночь на 12 мая 1976 агенты ДИНА обнаружили Виктора Диаса Лопеса на улице Белла-Оризонте в Лас-Кондесе. Оперативники немедленно сообщили Контрерасу и Пиночету: взятие «Эль-Чино» — руководителя КПЧ, заменившего Корвалана — являлось крупным успехом. Диас Лопес был допрошен, сильно избит и доставлен на Виллу Гримальди. Несмотря на пытки, он отказывался отвечать на вопросы. Был перевезён в оперативный центр ДИНА Каса-де-Пьедра. Туда лично прибыл Пиночет и имел разговор с заключённым. «Вы взялись за невыполнимое, генерал», — сказал ему Диас Лопес и сравнил попытки ликвидировать КПЧ с вычерпыванием моря ведром.
6 октября 1976 агенты ДИНА передали жене Виктора Диаса Лопеса прощальное письмо от мужа. Они рекомендовали прекратить поиски — о том же говорилось и в письме. На официальные запросы в МВД несколько раз приходили ответы: человек с таким именем среди задержанных не числится. По запросу на имя Хосе Сантоса Гарридо сообщалось, что человек с этим именем освобождён после проверки. Родственники Гарридо подтвердили, что он вообще не задерживался.
Впоследствии картина гибели Виктора Диаса Лопеса детально восстанавливалась следствием. Он был доставлен в Казармы Симона Боливара. Там располагался центр содержания заключённых, подведомственный ДИНА, и действовала группа «Delfín». Несколько месяцев Диас Лопес содержался в казармах, подвергаясь пыткам. Приказ об убийстве Мануэль Контрерас отдал Херману Барриге, который проинформировал Хуана Моралеса Сальгадо. Точная дата смерти Диаса Лопеса неизвестна. Исполнителями убийства названы Бернадо Даса и Серхио Эскалона — прикомандированные к ДИНА морские пехотинцы из «Delfin». Они задушили Диаса Лопеса пластиком, после чего лейтенант-медсестра Гладис Кальдерон сделала инъекцию цианида. Труп перевезли в селение Пельдеуэ и погрузили на вертолёт, поднятый в полёт смерти.

## Память
После восстановления демократии в Чили убийство Виктора Диаса Лопеса стало одним из обвинений на процессах сотрудников ДИНА. По этому делу привлекались Мануэль Контрерас, Хуан Моралес Сальгадо, Бернардо Даса, Серхио Эскалона, Гладис Кальдерон, Рикардо Лоуренс, Гильермо Ферран, Элиса Астудильо — всего около тридцати человек. Процесс растянулся более чем на пятнадцать лет (Контрерас скончался в тюрьме, отбывая срок по другим эпизодам). Все подсудимые признаны виновными и приговорены к тюремному заключению от пяти до двенадцати лет. Херман Баррига покончил с собой.
В левых кругах Чили имя Виктора Диаса Лопеса окружено почётом, проводятся мероприятия памяти. Он рассматривается не только как видный деятель КПЧ, но и как мужественный борец с диктатурой. Для правых Диас Лопес остаётся руководителем коммунистического подполья, угрожавшим национальной безопасности.
Виктор Диас Лопес был женат на активистке Католического действия Селенисе Каро, имел трёх дочерей. Вивиана Диас Каро — известная правозащитница, вице-президент организации родственников пропавших без вести.